# Faction Qinghua
La faction Qinghua (Tsinghua)  ou faction de la Ligue des jeunesses communistes est une organisation informelle. L'ex-président Hu Jintao et le premier ministre Li Keqiang, en font partie.

## Historique
L'ancien président chinois, Hu Jintao est présenté comme le leader de la faction Qinghua, alors que son successeur Xi Jinping est présenté comme le leader de la faction des princes rouges,. La faction de Xi Jinping est notamment issue de ses liens avec ses anciens partenaires du Zhijiang, elle est ainsi appelée "Nouvelle armée du Zhejiang" par la presse. Par ailleurs, la faction des princes rouges est proche de la faction de Shanghai menée par l'ancien président Jiang Zemin. Xi Jinping fut le patron du Parti communiste à Shanghai.